# Wladimiro Panizza
Wladimiro Panizza   (Fagnano Olona, 5 de juny de 1945 - Cassano Magnago, 21 de juny de 2002) va ser un ciclista italià, que fou professional entre 1967 i 1985.
Té el rècord de participacions en el Giro d'Itàlia, amb 18, acabant-lo en 16 ocasions, sent la millor classificació la segona posició aconseguida el 1980 rere Bernard Hinault i després d'haver vestit el mallot rosa durant sis etapes. En aquesta mateixa cursa guanyà dues etapes, el 1975 i 1978. Al Tour de França de 1976 guanyà una etapa. Comparteix amb Philippe Gilbert el rècord de participacions, 18, a la Milà-Sanremo.

## Palmarès
- 1967
  - 1r al Gran Premi Montelupo
- 1970
  - 1r al Gran Premi de Mònaco
- 1973
  - Campió d'Itàlia de ciclo-cross
  - 1r al Giro di Romagna
  - 1r al Giro de la Província de Reggio de Calàbria
  - Vencedor d'una etapa de la Volta a Catalunya
- 1974
  - 1r al Giro de Campania
  - Vencedor d'una etapa del Tour de Romandia
- 1975
  - Campió d'Itàlia de ciclo-cross
  - 1r a la Milà-Torí
  - Vencedor d'una etapa al Giro d'Itàlia
- 1976
  - Campió d'Itàlia de ciclo-cross
  - Vencedor d'una etapa al Tour de França
- 1977
  - 1r al Gran Premi del Midi Libre
- 1978
  - Vencedor d'una etapa al Giro d'Itàlia
- 1979
  - Vencedor d'una etapa a la Tirrena-Adriàtica
- 1980
  - 1r al Giro de l'Etna
  - Vencedor d'una etapa del Tour de Romandia
- 1981
  - 1r al Giro del Friuli
- 1982
  - 1r al Giro de l'Etna

### Resultats al Giro d'Itàlia
- 1967. 22è de la classificació general
- 1969. 16è de la classificació general
- 1971. 9è de la classificació general
- 1972. 5è de la classificació general
- 1973. 6è de la classificació general
- 1974. 12è de la classificació general
- 1975. 6è de la classificació general. Vencedor d'una etapa
- 1976. 6è de la classificació general
- 1977. 5è de la classificació general
- 1978. 4t de la classificació general. Vencedor d'una etapa
- 1979. 13è de la classificació general
- 1980. 2n de la classificació general. Porta la maglia rosa durant 6 etapes
- 1982. 20è de la classificació general
- 1983. 10è de la classificació general
- 1984. 11è de la classificació general
- 1985. 28è de la classificació general

### Resultats al Tour de França
- 1969. 14è de la classificació general
- 1970. 18è de la classificació general
- 1974. 4t de la classificació general
- 1976. 13è de la classificació general. Vencedor d'una etapa